# Crystal Lake (Band)
Crystal Lake ist eine im Jahr 2002 gegründete japanische Metalcore-Band aus Tokio.

## Geschichte
Gegründet wurde die Band Crystal Lake im Jahr 2002 in der japanischen Hauptstadt Tokio. Die erste Besetzung der Gruppe bestand aus dem Sänger Kentaro Nishimura, den beiden Gitarristen Shinya Hori und Yudai Miyamoto, sowie dem Bassisten Seiji Nagasawa und dem Schlagzeuger Yusuke Ishihara. Nach mehreren Wechseln in der Bandbesetzung besteht die Gruppe aus Frontmann Ryo Kinoshita, den Rhythmusgitarristen Shinya Hori, sowie aus dem Leadgitarristen Yuddai Miyamoto und Schlagzeuger Gaku Taura. Des Weiteren wird das Quartett durch den Bassisten Bitoku Sakamoto als Sessionmusiker unterstützt.
Im Jahr 2004 veröffentlichte die Gruppe eine Split-EP mit den Bands Extinguish the Fire und Loyal to the Grave, die über Blood Axe Records herausgegeben wurde, ehe ein Jahr darauf eine weitere Split mit Risen und Unholy über Alliance Trax folgte. Über Imperium Records brachten Crystal Lake im Jahr 2006 ihr Debütalbum Dimension auf den Markt. 2008 erschien eine weitere Split, dieses Mal mit der Band Cleave. Auch das 2010 herausgegebene zweite Album Into the Great Beyond erschien über Imperium Records. Erst 2014 veröffentlichte die Band mit Cube eine EP. Nach einer Unterschrift beim US-amerikanischen Metal-Label Artery Recordings erschien mit The Sign das erste Album auf dem weltweiten Markt. Es ist das insgesamt dritte vollwertige Album der Gruppe. Ein Jahr darauf erschien mit True North das inzwischen vierte Studioalbum. Im Jahr 2018 erschien mit Helix das inzwischen fünfte Album zunächst in Japan, ehe es im Februar 2019 über SharpTone Records und Arising Empire international veröffentlicht wurde.
Die Band tourte bereits mehrfach durch Europa, darunter mit Bury Tomorrow. Im Januar und Februar 2019 absolvierte die Band ihre erste Konzertreise durch die Vereinigten Staaten und Kanada als Vorband für August Burns Red. Im Sommer bestritten die Japaner eine weitere Europatournee mit The Amity Affliction mit Auftritten auf dem Full Force und dem Nova Rock.
Am 7. Juni 2020 startete die Band eine Crowdfunding-Kampagne um die Kosten für die Produktion des Best-of-Albums The Voyages, welches Stücke der ersten Werke der Gruppe aus ihrer Anfangszeit beinhaltet, stemmen zu können. Binnen weniger Stunden wurde das Ziel erreicht und innerhalb eines halben Tages wurde das ursprüngliche Ziel verdoppelt. Die Veröffentlichung ist für den 5. August 2020 angesetzt. Der frühere Crystal-Lake-Sänger Kentaro „Veron“ Nishimura wirkt dabei als Gastmusiker mit.
Im September 2022 gab der bisherige Sänger Ryo Kinoshita bekannt, die Gruppe aufgrund einer Anpassungsstörung zu verlassen. Am 13. März 2023 wurde mit dem ehemaligen The-Last-Ten-Seconds-of-Life-Sänger John Robert Centorrino als neuer Frontsänger vorgestellt.

## Musik
Die Musik von Crystal Lake wird als eine Mischung aus Metal-, Deathcore und Nu Metal beschrieben. Hierbei wechselt der Gesang zwischen Schrei- und Klargesang. Vereinzelt wird auch Sprechgesang angewendet. Auf dem fünften Longplayer wird die Musik als ein „Deathcore-Bastard, der zwischen Blastbeats, Djent und Hardcore-Grooves Tatsachen schafft.“ bezeichnet. Die sphärische Herangehensweise ruft zeitweise Erinnerungen an Gruppen wie Architects und Northlane hervor während die Crossover-Parts denen der französischen Band Rise of the Northstar auf deren zweiten Album im Nichts nachstehe.
Die Band lässt auch Electro in ihre Musik einfließen.

## Diskografie
- 2004: Blood of Judas (Split mit Extinguish the Fire und Loyal to the Grave, Blood Axe Records)
- 2005: 3 Way Split (Split mit Risen und Unholy, Alliance Trax)
- 2006: Dimension (Album, Imperium Recordings)
- 2008: Crystal Lake/Cleave (Split mit Cleave, HGR)
- 2010: Into the Great Beyond (Album, Imperium Recordings)
- 2014: Cubes (EP, Cube Records)
- 2015: The Sign (Album, Artery Recordings, JPU Records, Halfcut Records, Shock Records)
- 2016: True North (Album, Cube Records, Artery Recordings)
- 2018: Helix (Album, Cube Records, 2019 über SharpTone Records und Arising Empire)
- 2020: The Voyages (Best-of-Album, Cube Records)